# Чернушка мелампус
Чернушка мелампус (лат. Erebia melampus) — дневная бабочка из семейства бархатниц, вид рода Erebia.

## Описание
Размах крыльев 30-36 мм. Время лёта с июля по сентябрь. Кормовые растения гусениц: злаки рода Festuca и Poa (Poa annua, Poa nemoralis, Festuca ovina), а также Anthoxanthum odoratum.

## Ареал
Швейцария, Австрия, Франция. Ареал вида находится в Альпах на высотах 800—2600 м н.у.м.